# Durek Verrett
Derek David Verrett (Sacramento, 17 de novembro de 1974) é um teórico da conspiração, criminoso, terapeuta, e xamã autoproclamado como praticante do Neoxamanismo. 
Verrett abandonou o ensino médio e afirma ter sido dançarino, modelo, personalidade da TV, poeta e coreógrafo. Ele promove várias práticas neoxamânicas enraizadas na Nova Era. Em seu livro Spirit Hacking, ele promove várias visões pseudocientíficas. Ele afirma que o sexo casual atrai espíritos subterrâneos que causam uma impressão no interior das vaginas das mulheres e oferece exercícios para "limpar" essas vaginas; ele escreve que as crianças têm câncer porque querem; e sugere que a quimioterapia não funciona e é administrada a pacientes com câncer apenas porque os médicos ganham dinheiro com ela. Ele promove que reptilianos existem, e disse que se considera um reptiliano. Ele considera a tecnologia 5G uma conspiração “daqueles que escravizam o planeta”. Ele afirma que tinha conhecimento dos ataques de 11 de setembro nos Estados Unidos dois anos antes de eles acontecerem, mas optou por não intervir. Verrett foi acusado de manipular seus seguidores nas redes sociais, com os críticos chamando sua carreira de influenciador como uma fraude.
Verrett viveu abertamente como um homem gay e teve um relacionamento de longo prazo com Hank Greenberg, que era seu noivo. Greenberg e outros o acusaram de  violência doméstica, comportamento manipulador e de ser um líder de culto, enquanto sua mãe, Veruschka Urquhart, contestou muitas de suas alegações sobre sua origem e o chamou de "manipulador" e "perigoso". Em 2024, Verrett enfrentou acusações de agressão sexual de seu ex-representante, Joakim Boström. Em novembro de 2024, a mídia norueguesa publicou gravações de Verrett onde ele admitiu agressão sexual e "chupar o pau" de seus clientes durante sessões xamânicas, e afirmou que sua esposa, a princesa Marta Luísa, já sabia de tudo. Ele havia se casado recentemente com a princesa, uma vidente autoproclamada e filha do atual rei da Noruega, Haroldo V, e irmã do príncipe herdeiro Haakon. O relacionamento de Verrett e Märtha Louise foi amplamente criticado pela mídia e pelo público noruegueses. As controvérsias de Verrett, juntamente com o caso  Mário Borg Høiby, foram citadas como razões para uma "dizimação da reputação da família real norueguesa", levando a um debate mais vigoroso sobre o futuro da monarquia do país.

## Biografia

### Vida familiar
Verrett cresceu na cidade de Foster City, Califórnia, em uma área da baía de São Francisco, e mudou legalmente seu nome para Durek Verrett em 2014. Os pais de Verrett se divorciaram em abril de 1977, quando ele tinha dois anos. Aos três anos, seu pai se casou com a madrasta de Verrett, Geraldine Roy (1943–2009).
Em várias entrevistas de 2019 para publicações como Vanity Fair, Verrett afirmou que foi criado por um pai arquiteto rico "com um avião particular e empregados domésticos". Vários parentes de Verrett contradizem tais alegações, incluindo sua tia paterna, a cantora Shirley Verrett, que disse que o pai de Verrett era um empreiteiro de classe média que faliu duas vezes, e a madrasta de Verrett era uma agente de atendimento ao cliente da Alaska Airlines. Dados do censo dos Estados Unidos mostram que o bairro da infância de Verrett era considerado de classe média baixa na época.
Os ancestrais de Verrett eram escravos na área de Nova Orleans pelo menos desde o início do século XIX, onde continuaram a viver e onde o pai de Verrett nasceu. Em meados do século XX, os avós de Verrett se mudaram para a Califórnia com os filhos. Verrett afirmou que sua mãe, Sheilah G. Farmer (nascida em 1943), conhecida pelo pseudônimo de Veruschka Urquhart, é descendente de noruegueses e indianos ocidentais, embora ele a tenha descrito alternadamente como sendo de ascendência nativa americana, e também tenha afirmado que "ela era branca". Ele às vezes afirmou que seu pai, David Benjamin Verrett (1929–2017), era de origem africana e haitiana, enquanto em outras ocasiões afirmou que seu pai era " índio americano Blackfoot ".
Em várias entrevistas em 2022 e 2023, a mãe de Verrett o descreveu como "cativante", "manipulador", "perigoso" e "propenso a mentir", e disse que não tem mais contato com ele. A irmã de Verrett, Demi DeLaNuit, também alertou o público sobre seu irmão e disse que ele a ameaçou, a sua mãe e a sua filha.

### Ancestralidade
Verrett afirma que a figura mais importante em sua carreira de xamã é uma mulher chamada "Mamal", que Verrett identifica como sua bisavó e guia espiritual, e que ele diz "era uma poderosa curandeira de Gana, onde trabalhou a serviço de sua tribo", e que ela "fugiu da África no iníciode 1800, quando sua tribo foi invadida pelos holandeses".  No entanto, os registros do censo dos Estados Unidos mostram que Eugenie "Mamal" Morel não era da África; ela nasceu em 1862 em Nova Orleans, Louisiana, onde seus pais também nasceram, e ela era na verdade a tataravó de Verrett.
Em uma entrevista de 2009, Verrett afirmou ter "nascido nas linhagens do vodu haitiano e da medicina indígena norueguesa". No entanto, a autobiografia de sua tia Shirley Verrett contradiz suas alegações, pois ela descreve as linhagens católica e adventista do sétimo dia rigorosas da família Verrett e se refere a práticas não cristãs, como o vodu, afirmando que sua família "desaprovava fortemente qualquer um que praticasse essas artes negativas".
Em seu site pessoal, de 2011 a 2020, ele afirmou ser um xamã de terceira geração. Desde 2020, ele mudou sua afirmação e começou a se descrever como um xamã de sexta geração. Em uma entrevista de 2023, no entanto, a mãe de Verrett declarou que não existe nenhuma linhagem de xamã em sua família e que Verrett inventou tais histórias em um esforço para impulsionar sua carreira.

## Carreira
Verrett abandonou o ensino médio. Verrett afirmou ter sido iniciado espiritualmente por uma mulher americana que se autodenomina "Princesa Susana von Radić da Croácia " (que é descrita pelo site de verificação de fatos Vantrú como "uma fraude que afirma ser uma princesa").
Aos 27 anos, Verrett afirma ter tido uma experiência de quase morte que foi um “rito de passagem” fundamental para se tornar um xamã." Em 2018, Verrett declarou em várias entrevistas que sua experiência de quase morte aconteceu em Los Angeles, Califórnia, onde um amigo o levou a um hospital local. No entanto, desde 2019, Verrett mudou a história, afirmando que o crime ocorreu na selva de Belize enquanto ele estava com uma curandeira e que ele foi transportado para um hospital de ambulância. Em todas as versões da história, Verrett afirma que foi submetido a uma traqueotomia de emergência (abertura cirúrgica da garganta) e esternotomia (abertura cirúrgica do tórax).
Observadores da mídia ressaltaram que Verrett não tem cicatrizes na garganta ou no peito, que sempre aparecem após cirurgias tão invasivas. Em entrevistas e nas suas próprias publicações, Verrett não conseguiu identificar nenhum médico ou funcionário do hospital que, segundo ele, lhe tenha salvado a vida e que, segundo ele, tenha passado meses a cuidar dele até que recuperasse a saúde.
Em 2018 e 2019, Verrett afirmou que trabalhou no Shamir Medical Center, em Israel, por vários meses em 1998, onde tratou crianças com câncer usando métodos xamânicos. Entretanto, em 2019, o departamento de Recursos Humanos do hospital declarou que Verrett nunca trabalhou na instituição.
Ele escreve que o sexo casual atrai espíritos subterrâneos que causam uma impressão no interior das vaginas das mulheres; ele também vende exercícios para "limpar" essas vaginas. Verrett diz que pode “transformar átomos” e literalmente reduzir a idade. Especialistas em câncer chamaram as opiniões de Verrett sobre o câncer de "perigosas". O grande jornal Dagbladet descreveu o livro como "os delírios de um lunático". Verdens Gang chamou o livro de "absurdo, lixo e conversa suja" e disse que é uma "releitura pouco original do repertório padrão da parte mais cínica da cultura alternativa [ou seja, Nova Era]".
Embora Verrett se identificasse publicamente como gay antes de 2019, a Vanity Fair escreveu sobre ele se identificando como bissexual desde que conheceu a princesa norueguesa Märtha Louise e suas atividades para promover sua marca de xamanismo new age nos círculos de celebridades. Verrett afirma que sua "verdadeira missão é trazer a antiga prática do xamanismo para o mainstream, ajudando as pessoas a 'se iluminarem' cultivando o amor e a aceitação de si mesmas e dos outros". Verrett também afirma ser um faraó reencarnado do Egito.
Em 2019, Verrett afirmou que tinha conhecimento dos ataques de 11 de setembro nos Estados Unidos dois anos antes de eles acontecerem, mas que optou por não intervir porque acredita que todos devem "aceitar seu destino". Verrett também afirmou que ressuscitou dos mortos.
Em 2021, Verrett declarou que se considera um reptiliano e afirmou: "sou uma espécie híbrida de reptiliano e Andrômeda, e também possuo as energias dos espíritos antigos do velho mundo. Houve mentiras contadas sobre nossa espécie que eu quero abordar. Somos um aglomerado de seres, o que significa que viemos aqui para criar estruturas que ajudem as pessoas a se libertarem. Os reptilianos estão aqui para sacudir o sistema de uma forma grandiosa." De acordo com o pesquisador de extremismo John Færseth, as ideias de Verrett sobre ser um reptiliano são baseadas na teoria da conspiração reptiliana defendida pelo antissemita britânico David Icke Verrett afirmou que considera a tecnologia 5G uma conspiração “daqueles que escravizam o planeta”.
Em dezembro de 2023, Verrett postou um vídeo polêmico no Instagram no qual afirmava que seres demoníacos podem habitar crianças e atormentá-las. Portanto, ele aconselhou os pais a falarem direta e alto com crianças problemáticas, agressivas e mal-educadas, ordenando aos espíritos sombrios dentro delas que viessem "para a luz". Muitos observadores consideram o conselho parental de Verrett um incentivo prejudicial ao exorcismo.
O MSN incluiu Verrett como um dos "20 famosos teóricos da conspiração" ao lado de David Icke e Alex Jones em um artigo de 2024.

## Problemas legais
Em 1991, Verrett foi condenado por incêndio criminoso e invasão de propriedade e sentenciado a cinco anos de prisão na Califórnia depois de organizar ilegalmente uma festa em uma casa desocupada que foi incendiada e queimada até o chão. Verrett declarou que cumpriu um ano de prisão antes de ser libertado em liberdade condicional.
Em 1993, depois que Verrett foi libertado da prisão, ele foi preso em três ocasiões distintas em Santa Clara e San Mateo, Califórnia. Ele foi acusado de crimes como invasão de propriedade, roubo de serviços e uso de transporte público sem pagar tarifas (sonegação), pelos quais passou mais tempo na prisão e foi multado em penalidades monetárias. Os registos judiciais mostram que Verrett não tinha dinheiro para pagar representação legal, pelo que foi nomeado um defensor público para o representar.
Em 2011, Verrett foi acusado de assédio, falta de pagamento de aluguel e ameaças de assassinato e "magia negra" em um processo movido contra ele por seu senhorio em Los Angeles.
Em 2015, Verrett foi preso pelo Departamento de Polícia de Los Angeles por violência doméstica após atacar seu então noivo, Hank Greenberg, em sua casa. Verrett foi acusado de agressão e violência física. Mais tarde, ele firmou um acordo privado com Greenberg para não cooperar com os promotores em troca de compensação monetária. Depois que Verrett foi libertado da prisão, Greenberg afirma que Verrett renegou o acordo.
Em julho de 2022, Verrett anunciou e vendeu um medalhão que, segundo ele, curava do COVID-19. O Provedor de Justiça do Consumidor da Noruega declarou que as alegações não documentadas da Verrett constituem uma violação da lei norueguesa. Como resultado, em 2023, Verrett deixou de vender aquele produto e começou a vender outro medalhão por mais de 2.000 coroas norueguesas que ele afirma poder curar cães de várias doenças, o que foi criticado pela Associação Veterinária Norueguesa por não ser baseado na ciência.

## Vida pessoal
Em 2005, Verrett entrou em um casamento falso com Zaneta Marzalkova, uma residente de Los Angeles de nacionalidade checa, quando ela tinha 21 anos. Em 2008, Marzalkova pediu o divórcio de Verrett, que foi concedido pelo Tribunal Superior de Los Angeles. Marzalkova alegou que o casamento foi um acordo ilegal de Verrett, a quem ela pagou para ajudá-la a obter um Green Card dos Estados Unidos. Verrett alegou que Marzalkova o "explorou" e que em 2008 ele a denunciou às autoridades de imigração como residente ilegal, o que levou à sua prisão e deportação do país.
De 2007 a 2015, Verrett teve um noivo, um massagista chamado Hank Greenberg, que também era seu sócio. Em várias entrevistas, Greenberg descreveu a verdadeira natureza de Verrett como manipuladora e perigosa, e afirmou que Verrett tem um culto de seguidores "lavados cerebralmente" onde "sua palavra é lei". Em 2012, Verrett e sua então noiva Greenberg iniciaram uma página de financiamento coletivo no Indiegogo para arrecadar dinheiro para o transplante de rim de Verrett, na qual declararam que Verrett é HIV positivo. Em 2015, Greenberg rompeu o noivado depois que Verrett o agrediu em sua casa.
Durante vários anos, entre 2012 e 2017, Verrett viveu periodicamente com sua então empresária Tiana Griego, que disse: "Durek controlou minha vida inteira. Era como se ele tivesse ciúmes de qualquer coisa que roubasse sua atenção. Eu não tinha permissão para começar um relacionamento romântico sério ou criar meu filho. Era tudo sobre Durek."

### Alegação de agressão sexual
Em 2024, Verrett enfrentou acusações de agressão sexual de seu ex-representante Joakim Boström. Boström afirmou que durante uma sessão xamânica, Verrett se envolveu em comportamento inapropriado, incluindo tocar sua área genital sem consentimento. Boström disse que "Durek está atrás de poder e posição. Que tão poucos percebam através dele é absolutamente inacreditável."

## Relacionamento com a Princesa Märtha Louise e recepção na Noruega

### Namoro

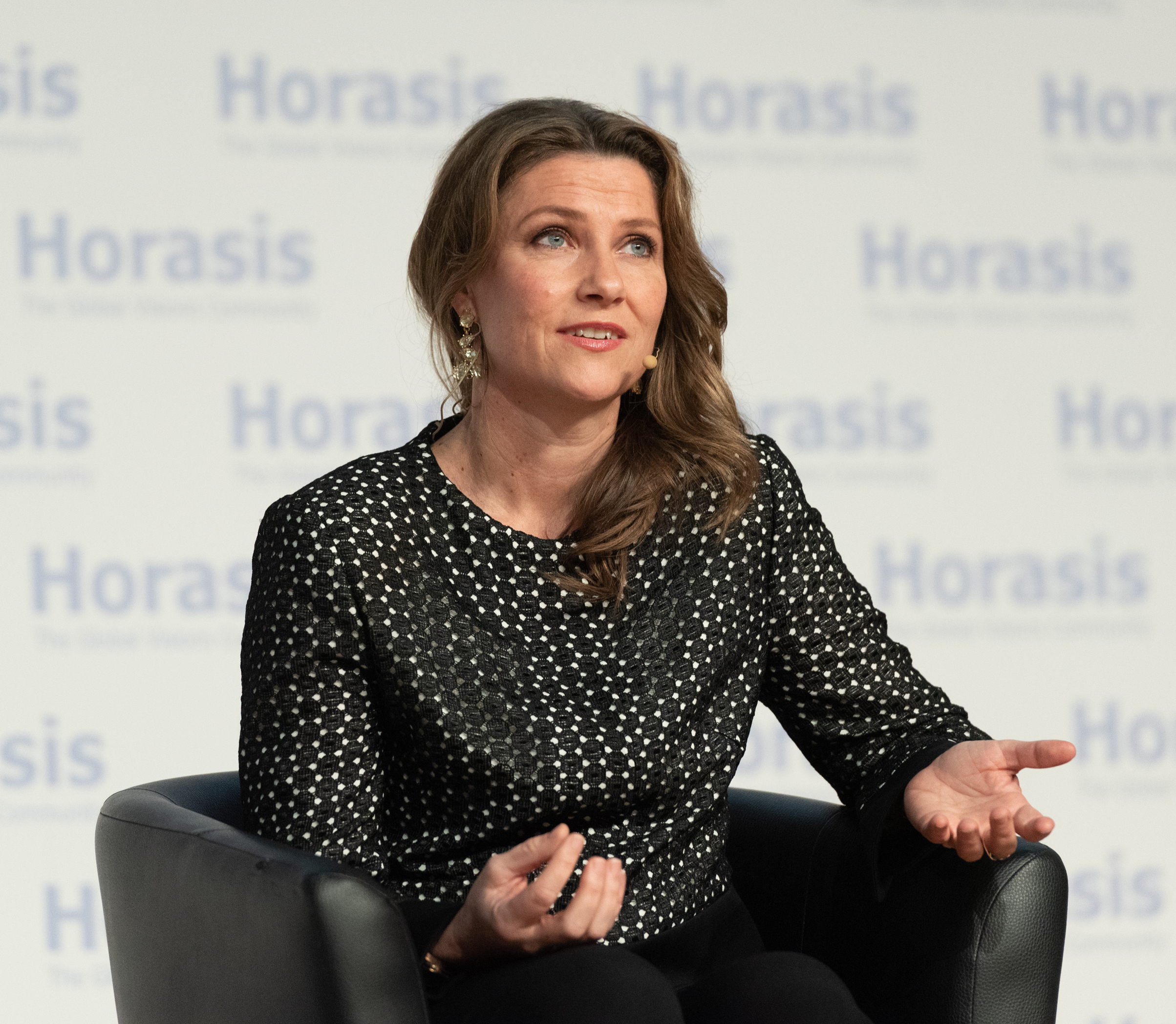
Marta Luísa em 2019

Em maio de 2019, Verrett começou a namorar e colaborar profissionalmente com a princesa Marta Luísa da Noruega. O relacionamento deles foi fortemente examinado, com muitos noruegueses expressando sua desaprovação e chamando Verrett de "charlatão". Ele foi caracterizado pela mídia norueguesa e outros críticos como um vigarista e um teórico da conspiração, e suas declarações sobre vários tópicos foram amplamente criticadas e ridicularizadas na Noruega.
A ex-primeira-ministra da Noruega, Erna Solberg, descreveu as opiniões de Verrett como "muito estranhas" e "não baseadas em fatos", e disse que "as ideias que ele promove são algo que combatemos como teorias da conspiração". Solberg disse ainda que as críticas a Verrett são razoáveis. O Secretário de Estado do Ministério da Saúde e Serviços de Assistência da Noruega, Ole Henrik Krat Bjørkholt, descreveu Verrett como "um charlatão inescrupuloso e perigoso" que se envolve em fraudes. Em 2023, o primeiro-ministro norueguês Jonas Gahr Støre condenou veementemente Verrett, chamando suas declarações sobre a criação dos filhos de "perigosas".
Em 2019, em seu podcast "Ancient Wisdom Today", Verrett discutiu abertamente sua vida sexual e a de sua namorada e suas técnicas para controlar seu orgasmo e maximizar a satisfação da parceira. Ele também ofereceu conselhos sexuais em um webinar intitulado "Soul Sexual Webinar".
Em 2019, Verrett e Marta Luísa co-organizaram seminários intitulados "A Princesa e o Xamã", que foram amplamente criticados pelas alegações feitas por Verrett sobre a cura do câncer e por explorar o papel constitucional de Märtha Louise como princesa para um empreendimento comercial privado. O jornal iTromsø observou que Märtha Louise enfrentou muitas críticas por se associar a um teórico da conspiração e por sua "comercialização e abuso do título de 'princesa'".

### Noivado e casamento
Em junho de 2022, a princesa Marta Luísa anunciou que ela e Verrett estavam noivos. Verrett afirmou que quando era criança sua mãe previu que ele se casaria com uma princesa norueguesa, no entanto, sua mãe negou publicamente isso como uma história falsa que Verrett criou.
Em 2022, a jornalista do Aftenposten Ingeborg Senneset escreveu uma carta aberta a Verrett, na qual ela abordou o hábito dele de enviar mensagens de voz, como "Ei, meu amor" no Instagram, e dizer a ela que os "Illuminati" são reais e que celebridades e políticos poderosos corroboram suas alegações. Verrett posteriormente bloqueou Senneset quando ela fez perguntas críticas sobre suas alegações Illuminati.
Tanto Verrett quanto Marta Luísa reclamaram da recepção negativa de Verrett na Noruega, e Verrett afirmou que foi criticado porque "as pessoas não querem um homem negro na família real". Verrett disse: "Nunca experimentei tanto racismo como quando vim para a Noruega". Ele disse ainda que é incompreendido, comparando-se a "gênios [como] Albert Einstein, Thomas Edison, os irmãos Wright e Helen Keller".
Suas alegações de racismo foram criticadas, com o ex-ministro norueguês Abid Raja (de ascendência paquistanesa) acusando Verrett de "usar a carta racial" para desviar a atenção das críticas às suas teorias da conspiração e visões "perigosas". O comediante Jonna Støme, ele próprio mestiço de ascendência subsaariana, disse que as alegações de Verrett minam a verdadeira luta contra o racismo e que as pessoas na Noruega reagem negativamente a Verrett porque "ele é um vigarista que diz coisas horríveis".
O editor político do Nettavisen Erik Stephansen criticou as reclamações de Marta Luísa sobre a cobertura de Verrett e dela mesma, e escreveu que ela "buscou ativamente os holofotes com toda a sua família, explorou o título de princesa de todas as maneiras concebíveis - inclusive comercialmente - e agora está totalmente envolvida em ordenhar seu próprio casamento glamoroso de celebridade em Geiranger por todo o seu valor." O historiador real Trond Norén Isaksen disse que "para o bem da integridade e reputação da monarquia, é absolutamente necessário cortar os laços formais com a princesa Märtha Louise" e que é necessário "revogar o título de princesa que Marta Luísa explorou ao máximo. A família real não pode estar à venda." 
Verrett afirmou que será a primeira pessoa negra a fazer parte de uma família real europeia, embora a cidadã sudanesa Mary Nyanut Ring Machar tenha se casado com um membro da Casa de Habsburgo em 1999; Angela Brown tenha se casado com um membro da Casa de Liechtenstein em 2000; e Meghan Markle (mestiça) tenha se casado com um membro da família real britânica em 2018. Em outubro de 2022, o príncipe herdeiro Haakon da Noruega, irmão de Marta Luísa, disse à emissora norueguesa NRK que a questão da posição de Verrett na família é difícil e levará tempo para ser resolvida.
Em novembro de 2022, Marta Luísa renunciou aos seus deveres reais restantes para se concentrar em seu negócio de medicina alternativa com Verrett.
Em 2023, Verrett afirmou que o falecido ex-marido de Marta Luísa, Ari Behn, que morreu por suicídio em 2019, o contatou do além-túmulo.
Verrett e a princesa Marta se casaram em 31 de agosto de 2024. Verrett e Marta Luísa venderam os direitos do casamento para a Hello! Revista. A comunicação social norueguesa descreveu o casamento como "cómico" e "embaraçoso", provocando indignação pela ganância e traição às tradições norueguesas e aos contribuintes que financiam a monarquia. A decisão de se esconderem numa tenda de plástico e atrás de uma cortina para impedir que qualquer pessoa, exceto os fotógrafos dos tabloides da revista "Hello!", capturassem imagens do seu casamento foi amplamente criticada como uma demonstração de "vergonha e ganância". A comunicação social norueguesa criticou o rei Haroldo V por legitimar e apoiar a exploração de valores e símbolos nacionais para ganho financeiro pessoal de Marta Luísa e Durek Verrett. O cientista político Torvald Valland Therkildsen descreveu a família real como uma paródia que é uma fonte de constrangimento para a Noruega.
A relação antagônica de Marta Luísa com a mídia, decorrente das críticas ao que os críticos descrevem como sua exploração comercial do título de "princesa", levou-a a declarar um boicote à mídia norueguesa em 2024.
Em agosto de 2024, Verrett disse que seu relacionamento com Marta Luísa levou a um rompimento entre ela e seus amigos mais próximos. Verrett acusou os amigos próximos de Marta Luísa de serem racistas. Ele disse que os amigos dela ligaram várias vezes para ela e pediram que ela terminasse o relacionamento com ele. Numa entrevista subsequente que Verrett e Märtha Louise conduziram juntos, Marta Luísa também disse que tinha perdido amigos e acusou-os de "racismo", ecoando as alegações de Verrett contra os seus antigos amigos.
Verrett e Marta Luísa foram criticadas por explorar seu título e papel como membro da família real estendida, desconsiderando deliberadamente um acordo de não usar o título de "princesa" ou sua conexão com a família real em quaisquer atividades comerciais, entrevistas ou outras atividades públicas. A maioria dos noruegueses é a favor da remoção do seu título. A irmã de Verrett, Demi DeLaNuit, criticou Marta Luísa por abusar de seu título para intimidar DeLaNuit.
Bergens Tidende questionou o status de celebridade reivindicado por Verrett, descrevendo-o como "na melhor das hipóteses, uma celebridade de segunda categoria em Hollywood" e caracterizou a lista de convidados em seu casamento como mais parecida com uma Feira Alternativa (Nova Era) do que com Hollywood.
Verrett criticou publicamente sua família nas redes sociais, onde postou um comentário negativo sobre sua mãe e irmã, acusando-as de dependência financeira e criando drama quando retirou seu apoio financeiro.
Aqueles que se casam com princesas não são considerados membros da realeza, e o primeiro marido de Märtha Louise, Ari Behn, sempre foi considerado um cidadão comum, sem título ou status real. O site da família real apenas o mencionava como pai dos filhos de Marta Luísa.

## Reputação
Em 2024, a mídia norueguesa noticiou um projeto secreto de gerenciamento de reputação que durou um ano e que Verrett e Marta Luísa organizaram para melhorar a reputação de Verrett antes do casamento planejado. O casal contratou o político conservador e advogado John Christian Elden como consultor de gestão de reputação em conexão com esse esforço.

### Mídia
Em março de 2024, Verrett reclamou publicamente que é descrito na mídia como um xamã "autoproclamado" e afirmou que foi nomeado xamã pelos fantasmas de seus ancestrais. Verrett também solicitou que suas supostas atividades profissionais como dançarino, modelo, personalidade da TV, poeta e coreógrafo fossem incluídas em artigos online, embora ele não tenha oferecido nenhuma comprovação de tais alegações.
Em abril de 2024, Marta Luísa se opôs aos dados públicos que indicavam que Verrett não cresceu rico e alegou que todos tinham inveja da riqueza de sua família. A correspondente real Tove Taalsen questionou por que Marta Luísa dá tanta ênfase à suposta riqueza de Verrett quando criança e escreveu que isso está fora de sintonia com os valores mais igualitários da Noruega.
Em 2024, soube-se que Verrett havia enviado cartas à sua mãe de 81 anos e à sua irmã ameaçando-as com ações legais devido às declarações públicas que ele considerou pouco lisonjeiras.

### Wikipédia
Em nome da princesa e do seu xamã, o "gestor de reputação" Elden queixou-se da inclusão de citações da antiga primeira-ministra norueguesa Erna Solberg que aparecem no artigo da Wikipédia sobre Verrett, no qual ela criticava Verrett por promover "ideias estranhas" ligadas a teorias da conspiração. Advogado e especialista em direito da mídia, Jon Wessel-Aas, declarou publicamente que é inútil exigir a remoção de uma citação correta de uma declaração pública de um primeiro-ministro, e a mídia norueguesa criticou Verrett e Marta Luísa por tentarem censurar a liberdade de expressão de um ex-primeiro-ministro.
O editor político do Nettavisen, Erik Stephansen, escreveu que "a revelação das repetidas tentativas de Verrett de alterar ou remover informações desfavoráveis da Wikipédia" é um dos exemplos mais marcantes de tentativas de esconder vestígios infelizes da vida passada do "xamã vigarista".

### Mídias sociais
Durek Verrett enfrentou acusações de manipulação de sua conta no Instagram antes de seu casamento. Especialistas em mídia sugeriram que os grandes picos de seguidores e curtidas nas postagens de Verrett podem indicar a compra de engajamento falso. As flutuações no número de seguidores e de gostos desviam-se significativamente dos padrões históricos, levantando preocupações sobre a autenticidade da sua actividade nas redes sociais. Tove Taalesen escreveu que a carreira de Verrett como "influenciador" parece ser "uma grande fraude".